# Venezuela
För andra betydelser, se Venezuela (olika betydelser).
Venezuela, formellt Bolivarianska republiken Venezuela (spanska: República Bolivariana de Venezuela), är en stat i norra Sydamerika som gränsar till Brasilien, Colombia och Guyana. Venezuela har kuster mot Karibiska havet och Nordatlanten och delar sjögränser med Aruba, Bonaire, Curaçao och Trinidad och Tobago.
Sedan december 2005 är Venezuela medlem i det ekonomiska samarbetet Mercosur tillsammans med Brasilien, Argentina, Paraguay och Uruguay, men landet måste fortfarande genomföra en rad reformer för att få rösträtt i organisationen. Ekonomiskt domineras landet av gruv- och petroleumindustri. Olje- och malmprodukter är också dess största exportprodukter. Mellan 1998 och 2013 dominerades landets politiska liv helt av president Hugo Chávez. Mellan åren 1998 och 2003 inkorporerades Simón Bolívars namn i Venezuelas formella namn (República Bolivariana de Venezuela), fattigdomen nära halverades och analfabetismen utrotades.[källa behövs] Efter ett folkomröstningsbeslut 2009 förändrades även vallagarna så att omvalsbegränsningarna för nationella och lokala val avskaffades. Förändringen innebar att en politiker som har folkets förtroende kunde ställa upp till omval; något de tidigare lagarna förhindrade.[källa behövs]
Kulturellt och geografiskt räknas Venezuela till Karibien. Landets natur är känd för sin mångfald. I Venezuela finns bland annat Angelfallen, som med sin fallhöjd på 979 meter är världens högsta vattenfall. Befolkningen består till större delen av mestiser samt människor med spanskt och afrikanskt ursprung. 85 procent av befolkningen bor längs kusten i norr. Ursprungsbefolkningen, som till stor del bor i södra Venezuela, utgör en liten del av befolkningen men har stor kulturell betydelse.

## Historia
Christofer Columbus kom som den förste europén till Venezuela 1498 under sin tredje resa till Amerika och 1522 upprättades de första permanenta spanska bosättningarna i Sydamerika i dagens Venezuela. Venezuela förblev en del av flera olika spanska kolonier fram till självständigheten 1811 och bildade tillsammans med Colombia och Ecuador Storcolombia 1819. Under de följande självständighetskrigen fram till 1830 ledde flera generaler under Simón Bolívar Venezuelas arméer i frihetskampen i Colombia, Panama, Ecuador, Peru och Bolivia. 
År 1830 blev Venezuela en självständig republik under ledning av José Antonio Páez, som dominerade politiken till 1848, då han tvingades i exil. Därefter följde en tid av oroligheter och starka motsättningar mellan liberaler och konservativa. År 1870 tog general Blanco makten och skapade lugn med diktatoriska medel.
Under Juan Vicente Gómez hårda diktatur 1909–1935 förbättrades landets ekonomiska läge i och med oljefynden. Diktaturen och därmed förtrycket upphävdes under 1930-talet, och en ny, mer demokratisk författning antogs 1936. Efter en kupp 1945, organiserad av det största partiet Acción Democratica, störtades militärdiktaturen men återinfördes efter en ny kupp 1948.
Genom ytterligare en kupp kom Acción Democratica, med dess ledare Rómulo Betancourt som president, åter till makten och tvingade militären att dra sig ur inrikespolitiken 1958. Mellan 1959 och 1998 turades socialdemokrater och kristdemokrater om att styra Venezuela och sociala reformer infördes. År 1975 nationaliserades oljan, vilket då förbättrade möjligheterna till vidare reformer.
Oljeintäkterna gjorde att landet var ganska välmående. Sjunkande oljepriser bidrog dock till social oro mot slutet av 1980-talet, och 1992 genomfördes två kuppförsök som rubbade bilden av ett stabilt land. Oroligheterna fortsatte fram till dess att den tidigare kuppledaren Hugo Chávez valdes till president. Han tillträdde 1999 och genomförde en grundlagsändring för att frånta parlamentet dess makt och inledde vad han kallade ”den bolivarianska revolutionen”, ett delvis hemsnickrat socialistiskt samhällsexperiment.

### Krisen i Venezuela
Hugo Chávez dog 2013 och efterträddes som president av Nicolás Maduro. Landet befinner sig i en djup kris och ett femtiotal stater i världen erkänner inte dess regering. Ekonomin är i fritt fall, med djup misär och utbredd våldsbrottslighet som följd. Det auktoritära styret under Chávez efterträdare Nicolás Maduro har lett landet med järnhand.

## Geografi

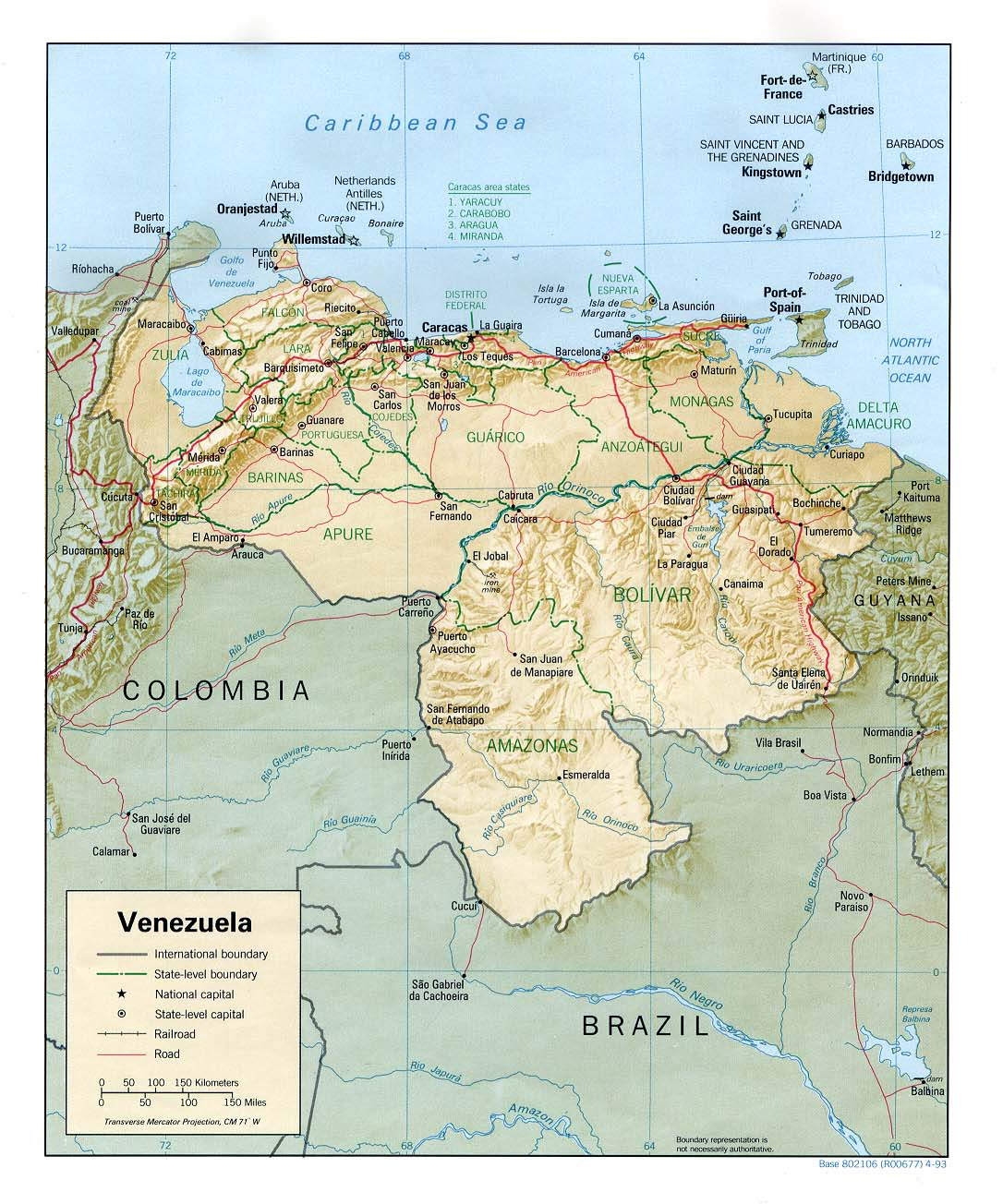
Reliefkarta
(CIA 1993).

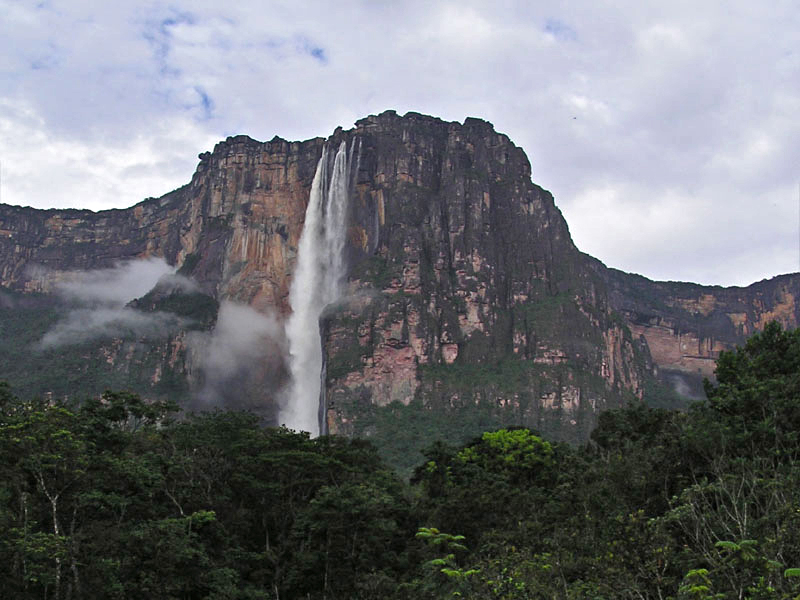
Angelfallen.

### Topografi och hydrografi
Traditionellt delas Venezuela upp i fyra naturliga regioner. 
1. I nordväst ligger Maracaibosänkan med Maracaibosjön och Venezuelabukten.
2. Andernas nordostliga utlöpare, Cordillera de Mérida, sträcker sig från gränsen till Colombia i sydväst mot Karibiska havet i nordost. Här ligger Venezuelas högsta berg, Pico Bolívar, med 4 978 meter över havet.
3. De centrala delarna av landet upptas av slättlandet Los Llanos som sträcker sig från den colombianska gränsen till Orinocoflodens delta som mynnar ut i Nordatlanten i öster.
4. I sydost sträcker sig Guyanas högland in i Venezuela från väster. Här finns bland annat Angelfallen, världens högsta vattenfall. I sydväst ligger Amazonas nordliga avslutning.

Venezuelas flodsystem domineras av Orinocoflodens avrinningsområde, ett av de största i Latinamerika. I nordöst ligger den naturliga asfaltsjön Lago Bermudez.

### Klimat
Klimatet är tropiskt men mindre hett och fuktigt i de höglänta delarna av landet. Det förekommer både torrperioder och översvämningar. Översvämningarna orsakar ofta jordskred.

### Miljöproblem
Ett par av Venezuelas miljöproblem är att flera stora sjöar (bland annat Lago de Valencia och Lago de Maracaibo) är förorenade av avloppsvatten, olja och andra stadsföroreningar och att skogen avverkas för mycket. Därtill kommer problem med jordförstöring som en följd av stads- och industriföroreningar. Detta är särskilt ett problem längs den karibiska kusten. Även en del av gruvdriften är ett hot mot regnskogens ekosystem. 

## Styre och politik

### Administrativ indelning

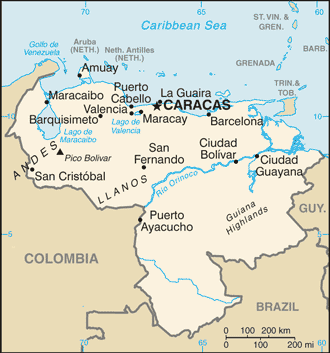
Venezuela.

Venezuela är indelat i ett federalt distrikt, Distrito Federal, en federal besittning, Dependencias Federales, samt 23 delstater (estados): Amazonas, Anzoategui, Apure, Aragua, Barinas, Bolivar, Carabobo, Cojedes, Delta Amacuro, Falcon, Guarico, Lara, Merida, Miranda, Monagas, Nueva Esparta, Portuguesa, Sucre, Tachira, Trujillo, Vargas, Yaracuy och Zulia.
Dependencias Federales består av elva federalt kontrollerade ögrupper med sammanlagt 72 öar, däribland nationalparken Archipiélago de Los Roques.

### Politik
Hugo Chávez var president i Venezuela från 1999 fram till sin död 2013. Han var också ordförande i regeringspartiet Partido Socialista Unido de Venezuela (PSUV). Landets politiska liv har de senaste åren dominerats av PSUV och oppositionsalliansen Mesa de Unidad. PSUV har majoritet i kongressen, men lokalrepresentanter för Mesa de Unidad nådde stora framgångar i lokalvalen 2008, då de bland annat vann makten i Distrito Capital, Caracas och oljerika Carabobo. Hugo Chávez sjösatte sitt samhällsprojekt ”21:a århundradets socialism”.
Hugo Chávez efterträddes som president av Nicolás Maduro. Hans parti förlorade makten i parlamentet 2015, och efter att ha utropat sig till segrare i presidentvalet 2018 ifrågasattes Nicolás Maduros rätt till presidentämbetet både nationellt och internationellt. Flera länder har ställt sig bakom nationalförsamlingens ledare Juan Guaidó, som utropat sig själv till tillförordnad president.

## Ekonomi och infrastruktur
Venezuela är ett oljeproducerande land vars ekonomi domineras av oljan (1/4 av landets BNP och 90 procent av exportinkomsterna), vilket gör landets ekonomi känslig för internationella konjunkturer; tillväxten i Venezuela är mycket beroende av landets förmåga att exportera olja till omvärlden, något som påverkar det politiska systemet och möjliga politiska reformer i Venezuela (oljeinkomsterna står för 50 procent av statsbudgetens inkomster). Det låga oljepriset under 2015 och 2016 orsakade allvarliga ekonomiska bekymmer.
Mellan 1998 och 2008 minskade fattigdomen från 48 till 28 procent, enligt statistik från Förenta nationerna. Landet klättrade även på index för mänsklig utveckling och befann sig under 2010 på 58:e plats. Under den internationella lågkonjunkturen som följde av finanskrisen 2008 var Venezuela år 2010 det enda landet i Sydamerika med negativ ekonomisk utveckling (cirka –2 procent). Landet befann sig år 2016 på 176:e plats på den konservativa tidskriften Heritages ”ekonomiska frihetsindex”. På korruptionsindex för 2017 befann sig Venezuela på 169:e plats (av 180). Venezuela är från och med 2006 en del av handelsblocket Mercosur.
Venezuela har världens största oljereserver och var tidigare det mest välmående landet i Latinamerika, men på senare år har ekonomisk vanskötsel i kombination med sjunkande oljepriser orsakat den värsta krisen i landets historia. Negativ tillväxt, hyperinflation och akut varubrist har utlöst en humanitär katastrof. Levnadsförhållandena i Venezuela har på kort tid gått från normalt välstånd för regionen till direkt misär för en majoritet av invånarna. Sällan har läget försämrats så snabbt i ett land som inte befinner sig i krig. Hungern är nu utbredd och människor dör i sjukdomar som tidigare var lätta att bota.

### Näringsliv

#### Energi och råvaror
År 2020 framställdes nästan 70 procent av elektriciteten av vattenkraft och resterande del av fossila bränslen.
Landet har rika naturtillgångar, inklusive petroleum, naturgas, järnmalm, guld, bauxit, vattenkraft och diamanter.

### Infrastruktur

#### Utbildning
I Venezuela är utbildning ett prioriterat område och har varit obligatorisk i nio år sedan 1980, utökat till tio år för barn mellan 6 och 15 år. Detta omfattar en sexårig grundskola, en treårig högstadieskola och ett års obligatorisk förskola. Gymnasieskolan är tvåårig och erbjuder både allmänbildande program för högskolebehörighet och yrkesförberedande program på två eller tre år.
Utbildningen är avgiftsfri på alla nivåer och den privata skolsektorn är liten. År 1993 beräknades 89 procent av barnen i åldrarna 6–14 gå i skolan, men endast hälften fullföljde grundskolan på grund av avhopp och kvarsittning, särskilt på högstadiet. Cirka 60 procent av eleverna fortsatte till gymnasiet, där majoriteten valde allmänbildande utbildning. Skillnaderna i utbildningsresurser mellan stad och landsbygd är betydande. I städerna finns ofta en lärare per årskurs, medan lärarna på landsbygden ofta ansvarar för flera årskurser samtidigt. Den generella standarden på undervisningsresultat är låg.
Den högre utbildningen i Venezuela omfattar över 90 institutioner, både offentliga och privata, varav 20 är universitet. Grundexamen, kallad "licencia", ger behörighet till yrken som ingenjör, advokat eller läkare. Utöver denna examen finns andra certifikat och examina. Sedan 1960 har antalet studerande ökat trettiofaldigt, vilket har lett till utmaningar som låg effektivitet, hög kvarsittningsfrekvens och brist på kvalificerade lärare.
Trots förbättringar inom utbildningssystemet uppskattades 3 procent av den vuxna befolkningen fortfarande vara analfabeter år 2021. Detta kan jämföras med 2015 då motsvarande siffra var 3,7 procent.

## Befolkning

### Demografi

#### Migration
Landet har en nettomigration på -1,2 migranter per 1 000 invånare enligt siffror från 2016, vilket innebär att fler människor lämnar landet än vad som invandrar.

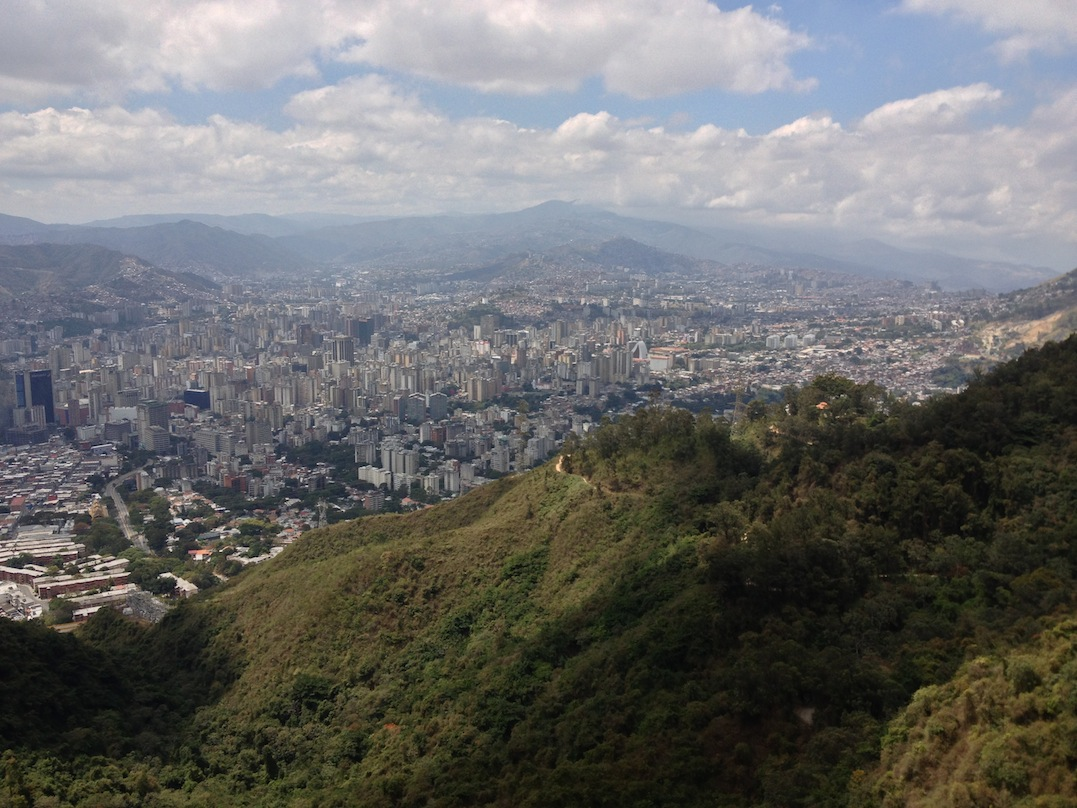
Vy över huvudstaden Caracas.

### Språk
Förutom det officiella språket spanska talas ett stort antal inhemska språk och dialekter.

### Religion
Den religiösa tillhörigheten i landet domineras av katoliker, som utgör 96 procent av befolkningen. Protestanter står för 2 procent, medan resterande 2 procent tillhör andra trosinriktningar.

### Hälsa
| Hiv och aids             | 2015    | 2023     |
| ------------------------ | ------- | -------- |
| Andel av befolkningen    | 0,55 %  | 0,027 %▼ |
| Antal                    | 107 300 | 100 000▼ |
| Dödsfall per år          | 3 300   | –        |
| Fetma                    | 2014    | 2016     |
| Andel av befolkningen    | 24,3 %  | 25,6 % ▲ |
| Undervikt hos barn <5 år | 2009    | 2025     |
| Andel av befolkningen    | 2,9 %   | NA       |

År 2016 hade landet en befolkningstillväxt på 1,28 procent. Spädbarnsdödligheten uppgick till 12,5 dödsfall per 1 000 levande födslar, där den manliga spädbarnsdödligheten var något högre med 13,1 dödsfall per 1 000 levande födslar jämfört med den kvinnliga som låg på 11,9 dödsfall per 1 000 levande födslar. Mödradödligheten uppskattades år 2015 till 95 dödsfall per 100 000 födslar.

## Kultur

### Konstarter
Den venezuelanska kulturen har sitt ursprung i flera olika kulturer, dels i ursprungsbefolkningens förkoloniala kultur, dels i den efterföljande spanska och afrikanska kulturen från kolonialtiden. Några utmärkande kännemärken för den hortikulturella, indianska kulturen före den spanska erövringen är deras hällristningar och bosättningar – så kallade shabono, en rund byggnad som omger en öppen plats med en diameter på 90–200 meter.[källa behövs]

#### Musik
Konstmusiken i Venezuela utvecklades länge inom kyrkan, men italienskt inflytande märktes från slutet av 1700-talet. På 1800-talet dominerade romantiken med José Angel Montero, medan Vicente Emilio Sojo präglade nationalromantiken och senromantiken på 1900-talet. Antonio Estévez, en av Sojos elever, influerades av neoklassicism och experimenterade med elektronmusik på 1960-talet. Antonio Lauro skapade klassiska gitarrstycken med nationalromantisk prägel. Rhazes Hernández López använde atonal serialism, och José Luis Muñoz arbetade med aleatorik. Pianisten Gabriela Montero är känd för sin improvisationskonst, som förenar konstmusik och latinamerikanska stilar.
Ursprungsbefolkningens musik, som hos guajiro- och yanoamofolken, har bevarats utan större utländska influenser. Afrovenezuelansk musik, särskilt vid kusten, inkluderar stilar som joropo, baile de tambor och golpe med kongolesiskt inflytande. Spanska rötter syns i barnvisor och religiösa sånger som tamunangue. Typiska instrument är maracas, trummor, harpa och små gitarrer som cuatro och bandola.
Aldemaro Romero skapade onda nueva, som blandar joropo, jazz och bossa nova. Under 1960-talet fick rockgruppen Los Impala internationell uppmärksamhet, och i nueva canción-rörelsen utmärkte sig Alí Primera. På 1970-talet framträdde progressiva rockartister som Vytas Brenner och Ficcion.
Salsa, karibiska rytmer och rock är fortsatt populära, med artister som Oscar D’León och Los Amigos Invisibles. Llanera-musiken, en form av joropo, är viktig både i traditionella och moderna former. Ricardo Montaner är en framstående artist inom latinpop, medan DJ Patafunk och indiebandet La Vida Bohème speglar den elektroniska musikens framväxt, ofta med produktion utanför Venezuela.

#### Bildkonst
Konsten i Venezuela har starka kopplingar till spansk konst. Under kolonialtiden var bildkonsten främst knuten till kyrkornas utsmyckning, där kyrkorna dekorerades med detaljerade träarbeten både in- och utvändigt. Efter landets självständighet på 1800-talet fick bildkonsten en ny funktion genom statliga konstakademier. Under denna period utvecklades måleriet, och dess utveckling speglade i stor utsträckning den konstnärliga trenden i Europa. På 1900-talet influerades venezuelansk bildkonst särskilt av mexikanska konstnärer.

#### Arkitektur
Venezuelas arkitektur har sina rötter i spansk tradition. De äldsta byggnaderna från kolonialtiden är inspirerade av spanska förebilder och ritades ofta av spanska arkitekter. Renässansarkitekturen kom relativt sent till Venezuela och kännetecknas av den platereska stilens inflytande. Barocken började synas genom stora katedraler med tre skepp, utförda i den klassicistiska stil som Juan de Herrera utvecklade. I de norra delarna av landet fick barocken en unik prägel, influerad av stilarna i Honduras och Guatemala. På barockens sista fas blomstrade också mudéjar-stilen, som var en viktig del av arkitekturen i Spanien vid samma tid. Modern arkitektur är väl representerad genom Carlos Raul Villanueva (1900–1975), som bland annat designade flera byggnader för universitetet i Caracas mellan 1950 och 1954.

### Sport
I Venezuela är både baseboll och basket mer populärt än cricket och fotboll, vilket särskiljer landet från sina sydamerikanska grannländer. Venezuela har aldrig deltagit i världsmästerskapet i fotboll för herrar eller världsmästerskapet i fotboll för damer.

## Internationella rankningar
| Organisation                                | Undersökning                   | Rankning   |
| ------------------------------------------- | ------------------------------ | ---------- |
| Heritage Foundation/The Wall Street Journal | Index of Economic Freedom 2019 | 179 av 180 |
| Reportrar utan gränser                      | Pressfrihetsindex 2019         | 148 av 180 |
| Transparency International                  | Korruptionsindex 2018          | 168 av 180 |
| FN:s utvecklingsprogram                     | Human Development Index 2018   | 96 av 189  |